# Should’ve Known Better
Should’ve Known Better – utwór duńskiej piosenkarki Soluny Samay napisany przez Mikkela Johana Imera „Remme’a” Sigvardta, Larsa „Chiefa 1” Pedersena, Isama Bachiriego i Amira Sulaimana, wydany jako singiel w marcu 2012 roku oraz umieszczony na jej drugiej płycie studyjnej zatytułowanej Soluna Samay z 2013 roku.
W styczniu 2012 roku utwór został zakwalifikowany do stawki konkursowej krajowych eliminacji eurowizyjnych Dansk Melodi Grand Prix jako jedna z dziesięciu propozycji wybranych spośród 678 propozycji. Piosenka pojawiła się na liście dzięki uzyskaniu tzw. „dzikiej karty” od duńskiego nadawcy DR. 21 stycznia został zaprezentowany przez piosenkarkę w finale eliminacji, w którym zdobył największą liczbę 110 punktów w głosowaniu jurorów i telewidzów, dzięki czemu został wybrany na propozycję reprezentującą Danię w 56. Konkursie Piosenki Eurowizji organizowanym w Baku. 22 maja został zagrany przez artystkę w pierwszym półfinale widowiska i z dziewiątego miejsca awansował do finału, w którym zajął ostatecznie dwudzieste trzecie miejsce z 21 punktami na koncie.
W maju został nagrany i opublikowany miał oficjalny teledysk do piosenki.

## Lista utworów
CD single
1. „Should’ve Known Better” – 3:03

## Notowania na listach przebojów
| Kraj       | Lista (2012)    | Najwyższe miejsce |
| ---------- | --------------- | ----------------- |
| Dania      | Singles Top 40  | 1                 |
| Austria    | Singles Top 75  | 51                |
| Niemcy     | Singles Top 100 | 51                |
| Szwajcaria | Singles Top 75  | 67                |

## Certyfikaty
| Kraj                 | Certyfikat | Sprzedaż |
| -------------------- | ---------- | -------- |
| Dania (IFPI Denmark) | Złoto      | +15 tys. |